# 幺半群
在抽象代數中，幺半群，又稱為單群、亞群、独异点、具幺半群或四分之三群（英語：Monoid）是指一個帶有可結合二元運算和單位元的代數結構。
么半群在許多的數學分支中都會出現。在幾何學中，幺半群捉取了函數複合的概念；更確切地，此一概念是從範疇論中抽象出來的，之中的幺半群是個帶有一個物件的範疇。幺半群也常被用來當做電腦科學的堅固代數基礎；在此，變換幺半群和語法幺半群被用來描述有限狀態自動機，而跡幺半群和歷史幺半群則是做為進程演算和並行計算的基礎。幺半群的研究中一些較重要的結論有克羅恩-羅德斯定理和星高問題。

## 定義
幺半群是一個帶有二元運算 *: M × M → M 的集合 M ，其符合下列公理：
- 結合律：對任何在 M 內的a、b、c ， (a*b)*c = a*(b*c) 。
- 單位元：存在一在 M 內的元素e，使得任一於 M 內的 a 都會符合 a*e = e*a = a 。

通常也會多加上另一個公理：
- 封閉性：對任何在 M 內的 a 、 b ， a*b 也會在 M 內。

但這不是必要的，因為在二元運算中即內含了此一公理。
另外，幺半群也可以說是帶有單位元的半群。
幺半群除了沒有逆元素之外，滿足其他所有群的公理。因此，一個帶有逆元素的幺半群和群是一樣的。

### 生成元和子幺半群
幺半群 M 的 子幺半群是指一個在 M 內包含著單位元且具封閉性（即若x,y∈N ，則 x*y∈N ）的子集 N。很明顯地， N 自身會是個幺半群，在導自 M 的二元運算之下。等價地說，子幺半群是一個子集 N ，其中 N=N* ，且上標 * 為克萊尼星號。對任一於 M 內的子集 N 而言，子幺半群 N* 會是包含著 N 的最小幺半群。
子集 N 被稱之為 M 的生成元，若且唯若 M=N*。若 N 是有限的， M 即被稱為是有限生成的。

### 可交換幺半群
運算為可交換的幺半群稱之為可交換幺半群（或稱為阿貝爾幺半群）。可交換幺半群經常會將運算寫成加號。每個可交換幺半群都自然會有一個它自身的代數預序 ≤ ，定義為下： x ≤ y 若且唯若存在 z 使得 x+z=y 。可交換幺半群 M 的序單位是一個在 M 內的元素 u ，其中對任一在 M 內的元素 x 而言，總會存在一個正整數 n 使得 x ≤ nu。这经常用在 M 是偏序阿贝尔群 G 的正锥体的情况，在这种情况下我们称 u 是 G 的序-单位。有接受任何交换幺半群，并把它变成全资格阿贝尔群的代数构造；这个构造叫做格羅滕迪克群。

### 部分可交換幺半群
运算只对某些元素而不是所有元素是交换性的的幺半群是跡幺半群；跡幺半群通常出现在并发计算理论中。

## 例子
- 每一個單元素集合 {x}都可給出一個單元素(當然)幺半群。對定固的x，其幺半群是唯一的，當其幺半群公理在此例子必須滿足x*x=x時。
- 每一個群都是幺半群，且每一個阿貝爾群都是可交換幺半群。
- 每一半格都是等冪可交換幺半群。
- 任一個半群S都可以變成幺半群，簡單地加上一不在S內的元素e，並定義ee=e和對任一在S內的s，es=s=se。
- 自然數N是加法及乘法上的可交換幺半群。
- 以加法或乘法為運算，任何單作環的元素
  - 以加法或乘法為運算的整數、有理數、實數及複數
- 以矩陣加法或矩陣乘法為運算，所有於一環內n×n矩陣所組成的集合

某些固定字母Σ的有限字元串所組成的集合，會是個以字元串串接為運算的幺半群。空字元串當成單位元。這個幺半群標記為Σ*，並稱為在Σ內的自由幺半群。
- 給定一幺半群M，並考慮包含其所有子集的冪集P(M)。這些子集的二元運算可以定義成S * T = {s * t : s在S內且 t在T內}。這使得P(M)變成了具有單位元{e}的幺半群。依同樣的方法，一個群的冪集是一在群子集的乘積下的幺半群。
- 設S為一集合。由所有函數S → S所組成的集合會是在複合函數下的幺半群。其單位元為恆等函數。若S為有限的且有n個元素，其幺半群也會是有限的，且有nn個元素。
- 廣義化上述的例子，設C為一範疇且X為C內的一對象。由X所有自同態組成的集合，標記為EndC(X)，是一在態射複合下的幺半群。更多有關範疇論和幺半群的關係請見下述。
- 在連通和下的閉流形同態類所組成的集合，其單位元為一般二維球面類。此外，當a標記為環面類且b標記為射影平面類，此一幺半群的每一個元素c都會有一唯一的表示式c=na+mb，其中n是大於等於零的整數，m為0、1或2，且會有3b=a+b。
- 設<f>是一個數為n的循環幺半群，亦即{\displaystyle <f>=\{f^{0},f^{1},..,f^{n-1}\}}。然後，{\displaystyle f^{n}=f^{k}}，其中{\displaystyle 0\leq k\leq n}。事實上，不同的k會給出不同的幺半群，且每個幺半群都會和另一個同構。

此外，f也可以想成在點{\displaystyle {0,1,2,..,n-1}}上的函數，給定如下
{\displaystyle {\begin{bmatrix}0&1&2&...&n-2&n-1\\1&2&3&...&n-1&k\end{bmatrix}}}
或等價地表示成
{\displaystyle f(i):={\begin{cases}i+1,&{\mbox{if }}0\leq i<n-1\\k,&{\mbox{if }}i=n-1.\end{cases}}}
{\displaystyle <f>}元素間的乘法即由複合函數給定。
注意當{\displaystyle k=0}時，函數f是{\displaystyle \{0,1,2,..,n-1\}}的置換，並給出個數為n的唯一循環群。

## 性質
在一幺半群內，可以定義一元素x的正整數冪：x1=x 及 xn=x*...*x (乘上n次)，其中n>1。冪的規則xn+p=xn*xp則是很明顯的。
由定義可以證明其單位元e是唯一的。然後，對任一x，可以設x0為e，則其冪的規則在非負冪中依然會是成立的。
逆元素：一元素x稱為可逆，若存在一元素y，使得x*y = e且y*x = e。此一元素y便稱做x的逆元素。結合律使得其逆元素(若存在)是唯一的。
若 y是x的逆元素，則可以定義x的負冪，以x−1=y及 x−n=y*...*y (乘上n次)，其中n>1。如此冪的規則在所有整數就都成立了，這也是為什麼x的逆元素通常會寫做x−1。所有在幺半群M內的可逆元素，和其自身的運算可組成一個群。在這意思之下，每個幺半群都含有一個群。
但並不是每個幺半群都包含在一個群內的。例如，絕對可能有一個幺半群，其兩個元素a和b會有a*b=a的關係，即使b不是單位元。如此的幺半群是不可能包含於一個群內的，
因為在群裡，兩邊一同乘a的逆元素，就會得到b = e的結果，但這不是真的。一個幺半群(M,*)若具有消去性，即表示對任何在M內的a、b、c，a*b = a*c永遠意指b = c且b*a = c*a也永遠意指b = c。一具有消去性的可交換幺半群總是可以包含於一個群內。這是為什麼整數(加法運算下的群)可以由自然數(具有消去性的加法運算下的可交換幺半群)建立。但一具有消去性的不可交換幺半群則一定不可能包含於一個群之中。
若一幺半群有消去性且是有限的，它會是一個群。
一可逆幺半群為一幺半群，其任一在M內的a，總存在一唯一在M內的a−1，使得a=aa−1a且a−1=a−1aa−1。
一幺半群G的子幺半群是G的子集H，其包含有單位元，且若x、y屬於H，則xy屬於H。很清楚地，H本身也是個幺半群，在G的二元運算之下。

## 作用和算子幺半群
算子幺半群是一作用在集合X上的幺半群M。亦即，存在一運算$ : M × X → X符合幺半群的運算。
- 對任一在X內的x：e$x=x。
- 對任何在M內的a、b及在X內的x：a $ (b $ x) = (a * b) $ x。) = (a * b) • x.

運算子幺半群也叫做作用(因为它们类似于群作用), 转移系统, 半自动机或变换半群。

## 幺半群同態
兩個幺半群(M, *)和(M′, @)之間的同態是一個函數f : M → M′，會有如下兩個性質：
- f(x*y) = f(x)@f(y) 對所有在M內的x和y
- f(e) = e′

其中e和e′分別是M和M′的單位元。
不是每一個群胚同態都會是個幺半群同態，因為它不一定會維持單位元。和上述不同，群同態的情況則會成立：群論的公理確保每一兩群之間的群胚同態都會維持住單位元。對於幺半群，這不是永遠成立的，而必須有另外的要求。
雙射幺半群同態稱做幺半群同構。

## 幺半群同余和商幺半群
幺半群同余是相容于幺半群乘积的等价关系。就是说它是子集
{\displaystyle \sim \;\subseteq M\times M}
使得它是自反的、对称的和传递的(如同所有等价关系必须的那样)，还要有如果 {\displaystyle x\sim y\,} 且 {\displaystyle u\sim v\,} 对于所有 M 中的 {\displaystyle x,y,u} 和 {\displaystyle v}，则有 {\displaystyle x*u\sim y*v\,} 的性质。
幺半群同余引发同余类
{\displaystyle [m]=\{x\in M\vert \;x\sim m\}}
而幺半群运算 * 引发在同余类上的二元运算 {\displaystyle \circ }:
{\displaystyle [u]\circ [v]=[u*v]}
它是幺半群同态。它明显的也是结合的，所以所有同余类的集合也是幺半群。这个幺半群叫做商幺半群，可以写为
{\displaystyle M/\sim \;=\{[m]\,\vert \;m\in M\}}
一些额外的符号是公用的。给定子集 {\displaystyle L\subseteq M}，写
{\displaystyle [L]=\{[m]\,\vert \;m\in L\}}
对于引发自 L 的同余类的集合。在这个表示法中，明显的 {\displaystyle [M]=M/\sim \,}。但是一般的说，{\displaystyle [L]\,} 不是幺半群。走相反的方向，如果 {\displaystyle X\subseteq [M]} 是商幺半群的子集，写
{\displaystyle \bigcup X=\{m\,\vert \;[m]\in X\}}
当然这只是 X 的成员的并集。一般的说，{\displaystyle \bigcup X} 不是幺半群。
明显的有 {\displaystyle L\subseteq \bigcup [L]} 且 {\displaystyle \left[\bigcup X\right]=X}。

## 和範疇論的關係
幺半群可視之為一類特殊的範疇。幺半群運算滿足的公理同於範疇中從一個對象到自身的態射。換言之：
幺半群實質上是只有單個對象的範疇。
精確地說，給定一個幺半群 (M,*)，可構造一個只有單個對象的小範疇，使得其態射由 M 的元素給出，而其合成則由 幺半群的運算 * 給出。
同理，幺半群之間的同態不外是這些範疇間的函子。就此意義來說，範疇論可視為是幺半群概念的延伸。許多關於幺半群的定義及定理皆可推廣至小範疇。
幺半群一如其它代數結構，本身也形成一個範疇，記作 Mon，其對象是幺半群而態射是幺半群的同態。
範疇論中也有么半對象的概念，它抽象地定義了何謂一個範疇中的幺半群。